# マリオ・マルティネス (1989年生のサッカー選手)
マリオ・マルティネス（Mario Roberto Martínez Hernández、1989年7月30日 - ）は、ホンジュラスのサッカー選手。元ホンジュラス代表。ポジションはミッドフィールダー。

## 経歴
2010年にホンジュラス代表でデビュー。
その後、ホンジュラスU-23代表として、2012年ロンドンオリンピックに出場、ベスト8となった。
2013 CONCACAFゴールドカップではベスト4となり、2014 FIFAワールドカップにも出場した。2018年までに71試合に出場、5得点をあげた。

## 代表歴

### 出場大会
- ホンジュラス代表
  - 2014 FIFAワールドカップ

### 試合数
- 国際Aマッチ 71試合 5得点（2010年-2018年）[1]

| ホンジュラス代表 | 国際Aマッチ | 国際Aマッチ |
| 年               | 出場        | 得点        |
| ---------------- | ----------- | ----------- |
| 2010             | 6           | 0           |
| 2011             | 11          | 1           |
| 2012             | 5           | 2           |
| 2013             | 12          | 0           |
| 2014             | 10          | 0           |
| 2015             | 15          | 1           |
| 2016             | 5           | 1           |
| 2017             | 6           | 0           |
| 2018             | 1           | 0           |
| 通算             | 71          | 5           |